# بروس ميلر (موظف مدني)
بروس ميلر (بالإنجليزية: Bruce Miller)‏ هو موظف مدني ودبلوماسي أسترالي، ولد في 1960 في سيدني في أستراليا.